# پروژه شکوفه
پروژه شکوفه یا پروژه گل به همکاری مشترک ایران و اسرائیل در جهت ساخت موشک‌های دور برد گفته می‌شود که با پایان یافتن پادشاهی پهلوی منتفی شد. نام این پروژه از نام یکی از موشک‌های اسرائیلی Perah که کلمه‌ای عبری و بنام شکوفه است گرفته شد.
در میان پروژه‌های نظامی‌ای که میان ایران و اسراییل به صورت مشترک در جریان بود، پروژه شکوفه (پروژه گل) یکی از مهمترین آن‌ها به‌شمار می‌آمد. این پروژه بیشتر برای توسعه برد مفید نسخه جدید سلاح‌ها و موشک‌های ضد کشتی گابریل و به‌کارگیری آن‌ها در محدودهٔ (۱۵۰ تا ۲۰۰ کیلومتر) متمرکز شده بود. در همین راستا در ۱۸ ژوئیه ۱۹۷۷ حسن طوفانیان معاون وزیر دفاع ایران، در سفری که به اسرائیل داشت، به دیدار موشه دایان، وزیر جنگ اسرائیل رفت. در این جلسه دربارهٔ ذی‌نفع بودن ایران از توسعه پروژه شکوفه که درآینده شامل زیردریایی حامل موشک هم می‌شد، بحث انجام شد و ایران نگرانی خود را از توسعه فناوری موشکی هند و پاکستان ابراز کرد. در طی یکسال بعد از این ملاقات، ایران مبلغ ۲۸۰ میلیون دلار حاصل از فروش نفت خود، به این پروژه اختصاص داد. برای پشتیبانی از این پروژه، یک گروه از متخصصان ایرانی شروع به ساخت یک سری از تأسیسات مونتاژ موشک در نزدیکی سیرجان که در جنوب ایران قرار دارد کردند و یک مرکز آزمایش موشکی نیز در نزدیکی رفسنجان دایر کردند.
بعد از اینکه پیشرفت تجهیزات نظامی ارتش عراق به شاه ثابت و مشهود شد، رابطه دیگری میان ایران و اسراییل در همکاری پروژهٔ شکوفه در اواخر سال ۱۹۷۷ به‌وجود آمد و همکاری دو کشور در تلاش برای مونتاژ موشک‌های آمریکایی و با تجهیزات ساخته‌شده توسط اسراییل که توانایی مجهز شدن به کلاهک هسته‌ای را دارا بودند، دیده می‌شد. ترکیبی از ناوبری موشک آمریکایی و تجهیزات راهبری و مورد مهم آن‌که اسراییل مجاز به اشتراک‌گذاری آن تجهیزات با دیگر کشورها نبود. اسرائیلی‌ها و ایرانی‌ها به صورت یکسان، ماهیت و اندازهٔ این طرح را از ایالات متحده آمریکا مخفی نگه داشتند و به‌صورت محرمانه این پروژه را در بین خودشان نگه داشته بودند.
در سال ۱۹۷۷، اسراییل ۱ میلیارد دلار از ارزش تسلیحاتی خود را برای معامله نفتی در عملیات شکوفه استفاده کرد. به صورت مشترک، ایران و اسراییل پروژه ساخت سلاح هسته‌ای با توانایی شلیک موشک سطح به سطح را آغاز کردند و مایل بودن همانند همتایان آمریکایی خودشان شوند. به نظر می‌رسد اسراییلی‌ها که بخشی از آن‌ها رابطه‌های مفسدانه‌ای را در پیش گرفته بودند با سیاست‌مداران رده‌بالای ایرانی و رهبران نظامی ایرانی از طریق هیاتی که تشکیل داده بودند، تسلیحات نظامی ایران را غنی می‌کردند.
قبل از فوریه ۱۹۷۹ که سلطنت محمدرضا پهلوی بواسطه انقلاب مردم ایران فروریخت، پروژه شکوفه نیز از بین رفت و مهندسین اسراییلی و تمام کسانی که با این پروژه دفاعی همکاری می‌کردند به اسراییل برگشتند و همهٔ نقشه‌ها و نمودارهای مربوط به این پروژه که در رابطه با ساخت سلاح بود را از یک راه محافظت شده دیپلماتیک خارج کردند.

## کلاه‌برداری اسراییل از ایران

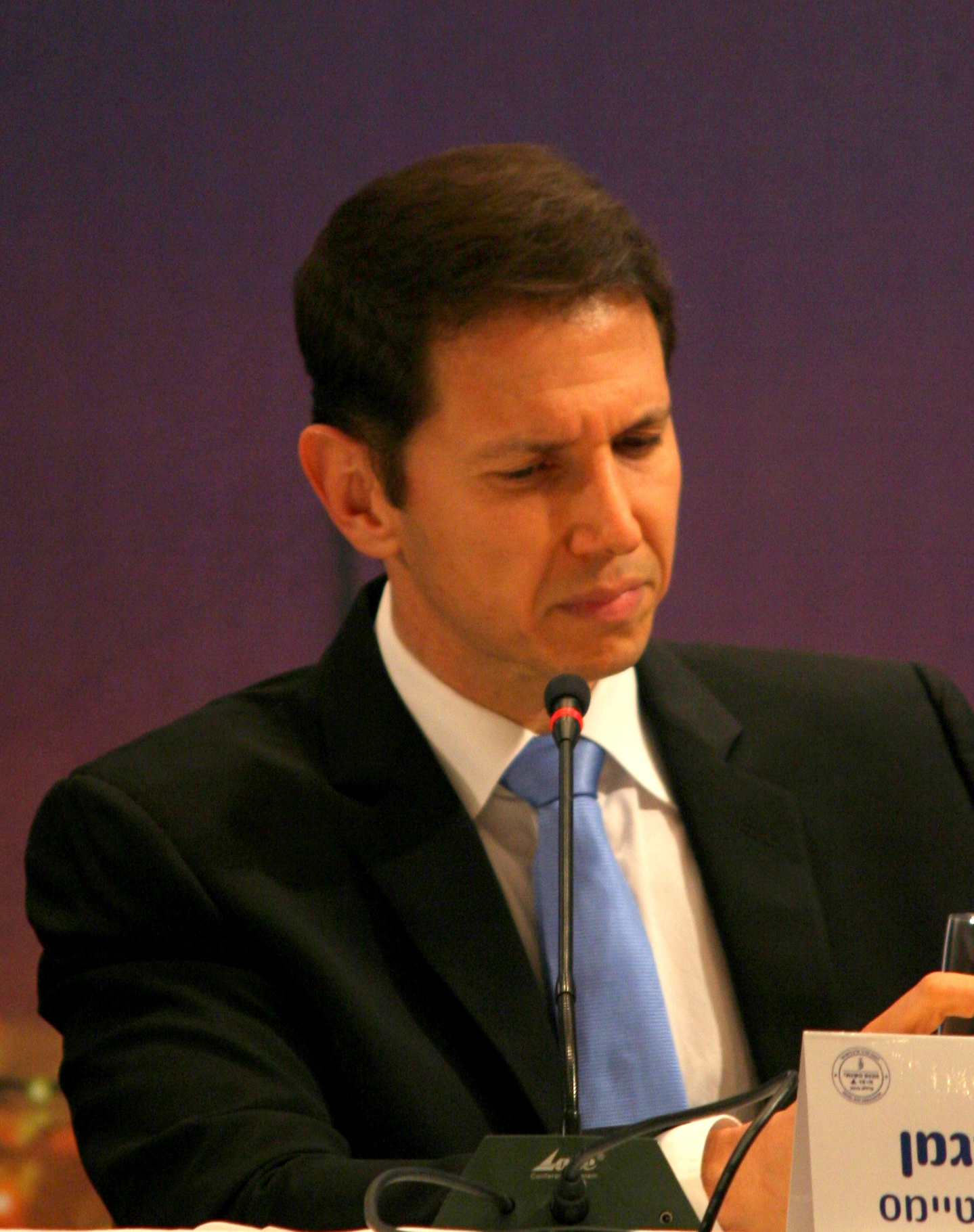
سه دهه بعد از تعطیلی پروژه رونن برگمن نویسنده اسراییلی در کتاب «سه دهه جنگ با ایران» طی مصاحبه با مقامات ارشد نظامی اسراییل کلاه‌برداری اسراییل از ایران را افشا کرد.

بر اساس اسناد تراز اولی که در دهه‌های بعد انتشار یافت، پروژه شکوفه یک کلاه‌برداری بزرگ اسراییل از ایران بوده‌است.
سه دهه بعد از سرنگونی حکومت پهلوی و تعطیلی پروژه، کتابی از سوی رونن برگمن تحلیلگر اسراییلی برجسته و نویسنده ارشد امور امنیتی در روزنامه یدیعوت اخرونوت با عنوان «جنگ پنهان اسرائیل در ایران» منتشر شد که در آن با یک مقام بسیار عالی‌رتبه در وزارت دفاع اسراییل که در جریان این پروژه فعالیت داشته‌است گفتگو انجام داد. وی در این گفتگو چگونگی کلاهبرداری اسراییل از مقامات وقت ایران را افشا کرد.

در حالیکه مقامات وقت ایران از این پروژه و به تصور خود، پیشبرد آن حتی دور از چشم آمریکا خرسند بودند، اسراییل به دقت آنان را جهت تأمین منافع خود فریب داده بود. بر اساس نقشه اسراییل، ایران در جریان این پروژه بر خلاف تصور مقامات عالی ایران تنها به تکنولوژی از رده خارج دست می یافت اما اسراییل خود از سرمایه یک میلیون دلاری ایران برای ساخت نسل جدید تسلیحات اختصاصی برای خود استفاده می‌کرد. یاکوف شاپیرو (Yaakov Shapiro) افسر ارشد اسراییلی در وزارت دفاع اسراییل مسئول مذاکره و تماس با مقامات ایران در این پروژه بود است دهه‌ها بعد گفت که :
در ایران با ما مانند شاه رفتار می‌کردند. میزان تجارت ما با آن‌ها بسیار بالا بود. بدون روابط ایران ما پول کافی برای توسعه‌ی تسلیحاتی که در حال حاضر در خط اول دفاع دولت اسرائیل هستند را نداشتیم.